# Lijst van nummer 1-hits in Duitsland in 1970
Deze hits stonden in 1970 op nummer 1 in de Der Musikmarkt, de bekendste hitlijst in Duitsland.
| Datum        | Artiest              | Titel                       |
| ------------ | -------------------- | --------------------------- |
| 3 januari    | Roy Black            | Dein schönstes geschenk     |
| 10 januari   | Roy Black            | Dein schönstes geschenk     |
| 17 januari   | Roy Black            | Dein schönstes geschenk     |
| 24 januari   | Roy Black            | Dein schönstes geschenk     |
| 31 januari   | Roy Black            | Dein schönstes geschenk     |
| 7 februari   | Roy Black            | Dein schönstes geschenk     |
| 14 februari  | Roy Black            | Dein schönstes geschenk     |
| 21 februari  | Roy Black            | Dein schönstes geschenk     |
| 28 februari  | Roy Black            | Dein schönstes geschenk     |
| 7 maart      | Led Zeppelin         | Whole lotta love            |
| 14 maart     | Led Zeppelin         | Whole lotta love            |
| 21 maart     | Led Zeppelin         | Whole lotta love            |
| 28 maart     | Led Zeppelin         | Whole lotta love            |
| 4 april      | Led Zeppelin         | Whole lotta love            |
| 11 april     | Led Zeppelin         | Whole lotta love            |
| 18 april     | Led Zeppelin         | Whole lotta love            |
| 25 april     | The Soulful Dynamics | Mademoiselle Ninette        |
| 2 mei        | The Soulful Dynamics | Mademoiselle Ninette        |
| 9 mei        | The Beatles          | Let it be                   |
| 16 mei       | Frijid Pink          | House of the rising sun     |
| 23 mei       | Frijid Pink          | House of the rising sun     |
| 30 mei       | Peter Maffay         | Du                          |
| 6 juni       | Peter Maffay         | Du                          |
| 13 juni      | Norman Greenbaum     | Spirit in the sky           |
| 20 juni      | Norman Greenbaum     | Spirit in the sky           |
| 27 juni      | Simon & Garfunkel    | El condor pasa (If I could) |
| 4 juli       | Simon & Garfunkel    | El condor pasa (If I could) |
| 11 juli      | Simon & Garfunkel    | El condor pasa (If I could) |
| 18 juli      | Simon & Garfunkel    | El condor pasa (If I could) |
| 25 juli      | Simon & Garfunkel    | El condor pasa (If I could) |
| 1 augustus   | Simon & Garfunkel    | El condor pasa (If I could) |
| 8 augustus   | Simon & Garfunkel    | El condor pasa (If I could) |
| 15 augustus  | Mungo Jerry          | In the summertime           |
| 22 augustus  | Mungo Jerry          | In the summertime           |
| 29 augustus  | Mungo Jerry          | In the summertime           |
| 5 september  | Mungo Jerry          | In the summertime           |
| 12 september | Mungo Jerry          | In the summertime           |
| 19 september | Mungo Jerry          | In the summertime           |
| 26 september | Mungo Jerry          | In the summertime           |
| 3 oktober    | Miguel Ríos          | A song of joy               |
| 10 oktober   | Miguel Ríos          | A song of joy               |
| 17 oktober   | Miguel Ríos          | A song of joy               |
| 24 oktober   | Miguel Ríos          | A song of joy               |
| 31 oktober   | Miguel Ríos          | A song of joy               |
| 7 november   | Miguel Ríos          | A song of joy               |
| 14 november  | Miguel Ríos          | A song of joy               |
| 21 november  | Miguel Ríos          | A song of joy               |
| 28 november  | Miguel Ríos          | A song of joy               |
| 5 december   | Miguel Ríos          | A song of joy               |
| 12 december  | Miguel Ríos          | A song of joy               |
| 19 december  | Black Sabbath        | Paranoid                    |
| 26 december  | Black Sabbath        | Paranoid                    |